# Садовый (Хайбуллинский район)
Садо́вый (баш. Садовый) — село в Хайбуллинском районе Башкортостана, входит в Акъярский сельсовет.

С 2005 современный статус.

## Географическое положение
Расстояние до:
- районного центра (Акъяр): 6 км,
- центра сельсовета (Акъяр): 6 км,
- ближайшей ж/д станции (Сара): 64 км.

Находится на левом берегу реки Таналык.

## История
Название восходит от местности.
Статус село посёлком приобретён согласно Закону Республики Башкортостан от 20 июля 2005 года N 211-з «О внесении изменений в административно-территориальное устройство Республики Башкортостан в связи с образованием, объединением, упразднением и изменением статуса населенных пунктов, переносом административных центров», ст.1

ст. 5. Изменить статус следующих населенных пунктов, установив тип поселения — село:

32) в Хайбуллинском районе:

а) поселка Садовый Акъярского сельсовета;

б) поселка Степной Степного сельсовета;

в) поселка Татыр-Узяк Татыр-Узякского сельсовета;

г) поселка Уфимский Уфимского сельсовета;

д) поселка Целинное Целинного сельсовета;

е) деревни Байгускарово Байгускаровского сельсовета

## Население
| 2002 | 2010 |
| ---- | ---- |
| 620  | ↗641 |

Национальный состав
Согласно переписи 2002 года, преобладающая национальность — башкиры (77 %).